# Grad Kostel
Grad Kostel je grad v dolini reke Kolpe, ki je v pisnih virih prvič omenjen leta 1336 kot »castrum Grafenwarth«, kar pomeni utrdba, trdnjava, zatočišče, šele leta 1449 pa kot Costel. Na mestu današnjega gradu naj bi pred tem stala utrdba, ki pa so jo Ortenburžani, vazali oglejskih patriarhov, med letoma 1247 in 1325 prezidali, da bi zavarovali svojo posest, ki je segala od Čušperka do Kolpe. Po smrti ortenburškega grofa Friderika ΙΙ. 28. aprila leta 1418 je prišel Kostel v last celjskih grofov, ki so ga dozidali in razširili v mogočno utrdbo, eno največjih na kranjskem, kakršna je razvidna tudi iz dandanašnjih razvalin. Poimenovali so ga po nemško »Grauenwarth«, naselje in trg ob njem pa je ohranilo ime Kostel. Grad in naselje ob njem so obdali z več kot dva metra debelim in visokim obzidjem, ki je bilo ojačano s petimi obrambnimi stolpi. Služil je kot mejna utrdba v obrambi Kranjske in celjske posesti ter pozneje tudi v obrambi proti turškim vpadom.
Stari zapisi omenjajo, da je imel Kostel svoje sodišče, ki je sodilo tudi na smrt. Kot dokaz za to imamo »gavge«, ki stojijo kakšen kilometer stran od gradu.
Po smrti zadnjega Celjana, kneza Ulrika ΙΙ., leta 1456 so po dedni pogodbi grad dobili Habsburžani. Ta je v tem času postal tako pomemben, da je dobil trške pravice in so ga imenovali Trg.

## Življenje v gradu
Prostori v gradu so bili preprosto opremljeni, splošna higiena stanovalcev je bila na nizki ravni. Za razsvetljavo so uporabljali trske, bakle, lojenice ali oljenke in sveče, ki pa so bile zelo drage. Prostore so ogrevali z odprtimi ognjišči. V sobah je bilo malo svetlobe in dosti dima in smradu, tako da so bili prostori sajasti in zakajeni. Okna so bila zadelana z lesenimi polkni, z živalskimi kožami in mehurji, roževinastimi ploščicami, s sljudo in podobnim.

## Turški vpadi
V 15. in 16. stoletju sta tako grad kot tudi trg doživljala hude čase.
Po smrti srbskega cesarja Dušana Silnega so Turki vdrli na Balkanski polotok in ga zavzeli, kasneje pa še Carigrad in Bosno ter si tako omogočili roparske pohode na Kranjsko. Ena od najpogostejših turških vpadnih poti na slovenske ozemlje čez Kolpo je bila prav v Kostelu. Od tu so prodirali na Kočevsko, Ribniško, ter proti Primorski in Ljubljani. Na slovensko ozemlje so prvič prišli leta 1408, in sicer v okolico Metlike. Po letu 1424 so vpadi za 45 let prenehali, potem pa se začeli ponavljati, vendar v hujših in strašnejših oblikah. V naslednjih 120 letih imamo zgodovinske vire o šestih pohodih, vendar o vseh verjetno nimamo zapisov. V vseh teh letih so Turki pomorili ogromno ljudi, oplenili in požgali vse vasi, a utrjenega gradu niso osvojili. To jim je aprila 1578 uspelo, pa še to s prevaro. Preoblečeni v hrvaške kmete in celo z dojenčki na rokah so se prikazali pred Kostelom s pretvezo, da so begunci in da potrebujejo zatočišče. Prebivalci gradu so jih spustili noter, vendar so ti begunci ponoči od znotraj odprli vrata in spustili ostale Turke v poslopje. Ti so grad oropali, požgali in s seboj odpeljali mnogo jetnikov. Po tem vpadu je bilo od tristo kmetij obljudenih le še sedem, na nenaseljene kmetije pa so se naselili Uskoki.

## Obdobje po turških vpadih
Kasneje je bil grad vključen v obrambni sistem Vojne krajine, ki je varovala Evropo pred turškimi vpadi. Leta 1809 je bil zaradi upora proti Francozom grad še zadnjič zavzet, Napoleonovi vojaki pa so ga dokončno porušili.
Gradu po tem niso več obnovili, sezidali pa so tako imenovani Spodnji grad, poslopje, naslonjeno na obzidje starega gradu med obema stolpoma. Ta grad so partizani požgali konec leta 1943, da se v njem ne bi naselile enote Slovenskega domobranstva.